# When We Dance
When We Dance è un singolo di Sting. Si tratta di uno degli inediti della raccolta Fields of Gold: The Best of Sting 1984-1994 del 1994. La canzone è stata inoltre successivamente inclusa tra i pezzi della raccolta The Very Best of Sting & The Police e nell'album live ...All This Time.
La canzone è stata nominata ai Grammy Awards del 1996 nella categoria Miglior interpretazione vocale maschile, perdendo in favore di Kiss from a Rose di Seal.
Nel 2011, la canzone è stata reinterpretata da Sting insieme alla Royal Philharmonic Orchestra per l'album Symphonicities.

## Video musicale
Per la canzone è stato realizzato un video musicale diretto da Howard Greenhaulgh e girato con la tecnica del blue screen.

## Tracce
CD
1. When We Dance (versione singolo) – 4:17
2. Fortress Around Your Heart  (remix di Hugh Padgham) – 4:36
3. When We Dance (versione album) – 5:59
4. If You Love Somebody Set Them Free (Soulpower Mix) – 7:00

Vinile
1. When We Dance (versione singolo) – 4:58
2. Fields of Gold – 3:39

## Classifiche

### Classifiche settimanali
| Classifica (1994)                | Posizione massima |
| -------------------------------- | ----------------- |
| Belgio (Fiandre)                 | 35                |
| Canada                           | 10                |
| Finlandia                        | 9                 |
| Germania                         | 51                |
| Irlanda                          | 9                 |
| Italia                           | 13                |
| Nuova Zelanda                    | 50                |
| Paesi Bassi                      | 32                |
| Regno Unito                      | 9                 |
| Stati Uniti                      | 38                |
| Stati Uniti (adult contemporary) | 12                |
| Svezia                           | 34                |
| (Svizzera                        | 42                |

### Classifiche di fine anno
| Classifica (1994) | Posizione |
| ----------------- | --------- |
| Canada            | 94        |
| Italia            | 60        |